# Estudio fotográfico

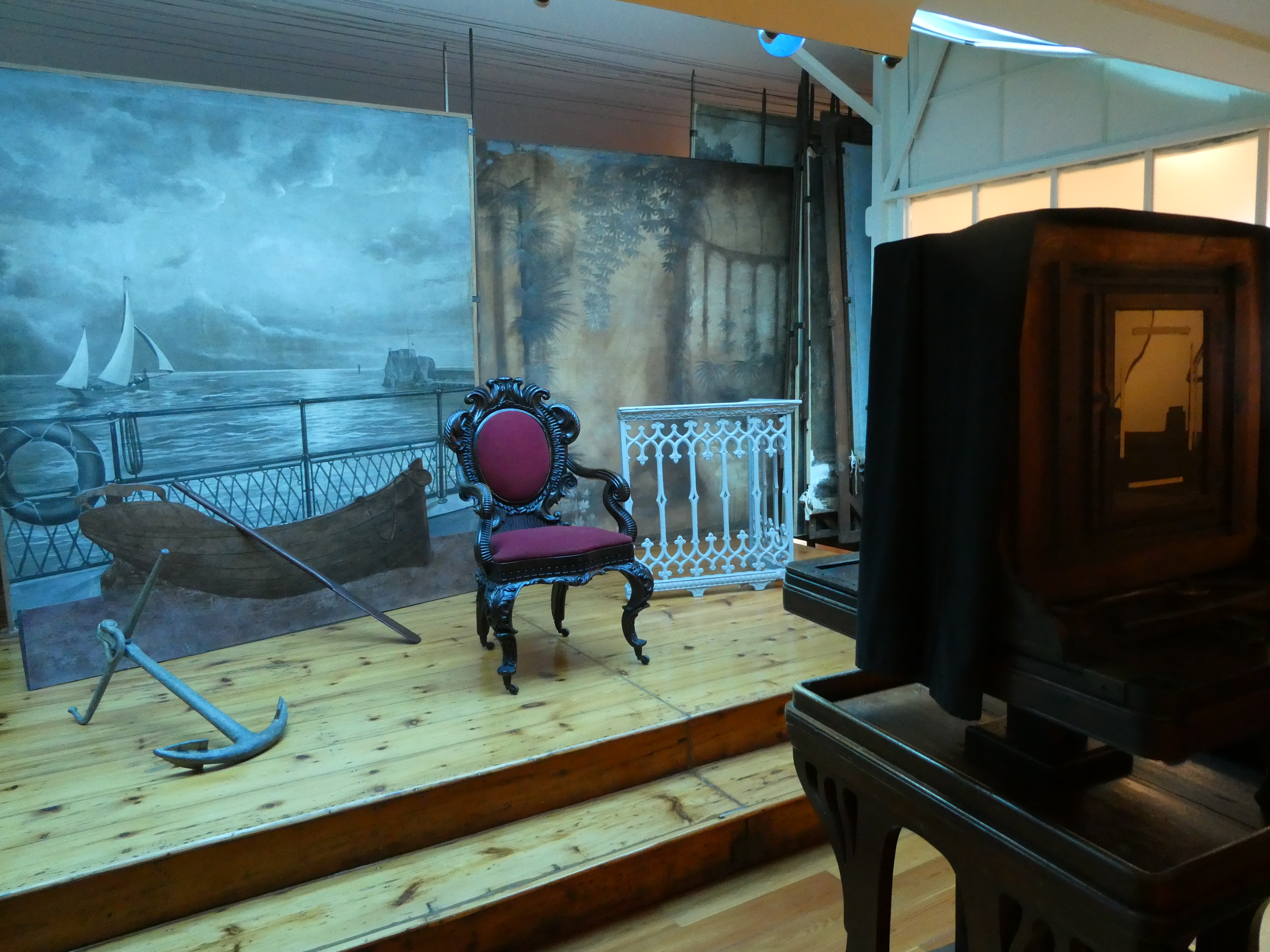
Antiguo estudio del Museo de Fotografía de Madeira.

Un estudio fotográfico es un espacio de trabajo así como también una corporación. Como espacio de trabajo, es similar a un estudio artístico, pero en un estudio fotográfico también se da lugar a la toma, desarrollo, impresión y duplicación de fotografías. El entrenamiento fotográfico y la exhibición de fotografías terminadas también pueden llevarse a cabo dentro del estudio. Suele estar compuesto por una habitación oscura, un espacio para el almacenamiento, un estudio propiamente dicho ― donde las fotografías son tomadas ―, una sala de exhibición y un espacio para actividades relacionadas.
Como entidad corporativa, es un negocio perteneciente y representado por uno o varios fotógrafos, posiblemente acompañados por asistentes y alumnos, quienes crean y venden fotografías propias y a veces de otros fotógrafos.
Se considera que el primer estudio se abrió en Nueva York en marzo de 1840 y un año después se abrieron otros en Londres y París, en 1841 se abrieron otros en Berlín.
Desde comienzos del siglo XX, las funciones corporativas de un estudio han sido llamadas con creciente frecuencia “agencia fotográfica”, dejando el término de “estudio fotográfico” para referirse casi exclusivamente al espacio de trabajo.

## Historia
El concepto de estudio fotográfico surge casi simultáneamente con el nacimiento de la fotografía en el siglo XIX. Louis Daguerre, considerado uno de los padres de la fotografía, abrió uno de los primeros estudios conocidos en París en 1839, tras desarrollar el daguerrotipo junto a Joseph Nicéphore Niépce.
En la década de 1840, los estudios comenzaron a proliferar, especialmente en ciudades europeas y estadounidenses. Eran espacios que utilizaban luz natural, a menudo mediante grandes ventanales o techos de vidrio, debido a la baja sensibilidad de las primeras emulsiones fotográficas. La fotografía de retrato se popularizó rápidamente, convirtiéndose en una alternativa económica y accesible al retrato pictórico.
Hacia finales del siglo XIX y principios del XX, el desarrollo de tecnologías como las lámparas de magnesio y la iluminación eléctrica permitió a los fotógrafos independizarse de la luz natural. Los estudios se volvieron más versátiles y pudieron operar a cualquier hora del día.
Durante el siglo XX, los estudios fotográficos se convirtieron en espacios multifuncionales, con sistemas de iluminación artificial más avanzados, fondos intercambiables, cicloramas, cámaras de gran formato y, eventualmente, equipos digitales de captura y edición. En la actualidad, muchos estudios incluyen también herramientas como pantallas verdes (para croma), software de edición digital, estaciones de maquillaje y plataformas de comercio electrónico en tiempo real.

## Características
Un estudio fotográfico moderno suele contar con:
- Iluminación artificial controlada (flash, luces LED, luces continuas).
- Fondos (blanco, negro, de colores o temáticos, incluyendo cicloramas).
- Cámaras profesionales (DSLR, mirrorless, formato medio o gran formato).
- Accesorios: trípodes, reflectores, difusores, softboxes, sombrillas, disparadores remotos.
- Espacios auxiliares: área de maquillaje, cambiadores, almacenamiento de equipo, estaciones digitales de edición.
- Aislamiento acústico (en algunos casos, para sesiones de video).

## Tipos de estudio
- Estudio de retrato: especializado en fotografía de personas o grupos.
- Estudio de producto: enfocado en objetos para catálogos, publicidad o comercio electrónico.
- Estudio de moda: diseñado para sesiones editoriales o campañas publicitarias.
- Estudio móvil: estructura portátil que permite montar un entorno controlado en diferentes ubicaciones.
- Estudio artístico: usado por artistas visuales para proyectos experimentales o conceptuales.

## Importancia
El estudio fotográfico ha sido esencial para el desarrollo profesional de la fotografía. Ha permitido a generaciones de fotógrafos producir imágenes de alta calidad y consistencia técnica. Asimismo, su evolución refleja los avances tecnológicos de la disciplina, desde el daguerrotipo hasta la fotografía digital contemporánea.